# Carlos Alberto Santos García
Carlos Alberto Santos García (ur. 2 października 1976 w Monterrey) – meksykański duchowny katolicki, biskup pomocniczy Monterrey od 2023.

## Życiorys

### Prezbiterat
Święcenia kapłańskie przyjął 15 sierpnia 2002 i został inkardynowany do archidiecezji Monterrey. Pracował głównie jako duszpasterz parafialny, był też prefektem studiów w niższym seminarium oraz sekretarzem generalnym oraz rektorem wyższego seminarium.

### Episkopat
13 maja 2023 papież Franciszek mianował go biskupem pomocniczym Monterrey, ze stolicą tytularną Tamada. Sakry udzielił mu 26 lipca 2023 arcybiskup Rogelio Cabrera López.